# Eulinognathus
Eulinognathus  – rodzaj wszy należący do rodziny Polyplacidae, pasożytujących na gryzoniach i powodujących chorobę zwaną wszawicą.
Gatunki należące do tego rodzaju nie posiadają oczu. Antena składa się z 5 segmentów bez  dymorfizmu płciowego. Przednia i środkowa para nóg jest wyraźnie mniejsza i słabsza, zakończona słabym pazurem. Tylna para nóg wyraźnie większa i masywniejsza od pozostałych. 
Eulinognathus  stanowią rodzaj składający się obecnie z 27 gatunków:
- Eulinognathus aculeatus
- Eulinognathus alactaguli (Blagoveshtchensky, 1965)
- Eulinognathus allactagae (Johnson, 1957)
- Eulinognathus americanus
- Eulinognathus biuncatus
- Eulinognathus bolivianus (Werneck, 1952)
- Eulinognathus cardiocranius (Chin, 1992)
- Eulinognathus denticulatus
- Eulinognathus dipodis (Blagoveshtchensky, 1965)
- Eulinognathus elateri (Chirov and Ozerova, 1990)
- Eulinognathus eremodipodis (Blagoveshtchensky, 1965)
- Eulinognathus euchoreutae (Cais, 1977)
- Eulinognathus gentilis (Blagoveshtchensky, 1965)
- Eulinognathus hepperi (Ronderos and Capri, 1969)
- Eulinognathus hesperius (Johnson, 1957)
- Eulinognathus hilli
- Eulinognathus hypogeomydis (Paulian, 1961)
- Eulinognathus inermis (Cais, 1977)
- Eulinognathus jaculi (Blagoveshtchensky, 1965)
- Eulinognathus lawrensis
- Eulinognathus lophiomydis
- Eulinognathus patagonicus (Castro and Cicchino, 1986)
- Eulinognathus pygerethmi (Blagoveshtchensky, 1965)
- Eulinognathus scirtopodae (Blagoveshtchensky, 1965)
- Eulinognathus tokmaki (Chirov and Ozerova, 1990)
- Eulinognathus torquatus (Castro, 1982)
- Eulinognathus wernecki (Castro and Cicchino, 1986)